# فاتح اکیل
فاتح اکیل (انگلیسی: Fatih Akyel؛ زادهٔ ۲۶ دسامبر ۱۹۷۷) یک بازیکن فوتبال اهل ترکیه است.
وی همچنین در تیم ملی فوتبال ترکیه بازی کرده‌است.